# Boldrup Museum
Boldrup Museum er et landbrugsmuseum lidt syd for Nørager nord for Hobro. Museet er indrettet i et trelænget husmandssted, og viser livet på landet omkring 1890, med tilhørende afgrøder og dyr.